# Савостьяновское сельское поселение
Савостьяновское сельское поселение — муниципальное образование (сельское поселение) в Касимовском районе Рязанской области.
Административный центр — село Савостьяново.

## История
Савостьяновское сельское поселение образовано в 2006 году из Савостьяновского сельского округа.

## Население
| 2010 | 2012 | 2013 | 2014 | 2015 | 2016 | 2017 | 2018 | 2019 |
| ---- | ---- | ---- | ---- | ---- | ---- | ---- | ---- | ---- |
| 638  | ↗702 | ↘673 | ↘652 | ↘625 | ↘613 | ↘599 | ↘579 | ↘568 |
| 2020 | 2021 |      |      |      |      |      |      |      |
| ↗570 | ↗605 |      |      |      |      |      |      |      |

## Состав поселения
В состав сельского поселения входят 10 населённых пунктов
| №  | Населённый пункт | Тип населённого пункта       | Население |
| -- | ---------------- | ---------------------------- | --------- |
| 1  | Алеево           | деревня                      | 0         |
| 2  | Алферьево        | деревня                      | 170       |
| 3  | Верхняя Козлань  | деревня                      | 4         |
| 4  | Еспинки          | деревня                      | 10        |
| 5  | Иванчино         | село                         | ↘308      |
| 6  | Кислово          | деревня                      | 0         |
| 7  | Ласино           | село                         | 73        |
| 8  | Мишуково         | деревня                      | 105       |
| 9  | Савостьяново     | село, административный центр | ↘40       |
| 10 | Фомино           | деревня                      | 23        |

## Местное самоуправление
Главы сельского поселения
- до 2023 года — Ершов Василий Иванович[14]
- с 2023 года — и. о. Евгения Анатольевна Липатова